# Wiederverlautbarungsgesetz
Das Wiederverlautbarungsgesetz war ein österreichisches Bundesverfassungsgesetz vom 12. Juni 1947 über die Wiederverlautbarung von Rechtsvorschriften.

## Funktion
Gemäß § 1 des WVG war die österreichische Bundesregierung ermächtigt, österreichische Rechtsvorschriften, die Angelegenheiten betreffen, für die nach den Bestimmungen des Bundes-Verfassungsgesetzes in der Fassung von 1929 dem Bund die Gesetzgebung oder die Gesetzgebung über die Grundsätze zusteht, in ihrer durch spätere Vorschriften ergänzten oder abgeänderten Fassung durch Kundmachung mit rechtsverbindlicher Wirkung neu zu verlautbaren.
Eine Wiederverlautbarung nach dem Wiederverlautbarungsgesetz war, da es sich um einen Rechtsakt einer Verwaltungsbehörde handelt, daher lediglich im Rang einer Verordnung.

## Reichweite der Ermächtigung
Die österreichische Bundesregierung konnte gemäß § 2 des WVG durch die Wiederverlautbarung:
1. überholte terminologische Wendungen, insbesondere nicht mehr zutreffende Bezeichnungen der mit der Vollziehung betrauten Behörden durch die dem jeweiligen Stande der Gesetzgebung entsprechenden neuen Bezeichnungen ersetzen;
2. der österreichischen Rechtsübung fremde terminologische Wendungen durch solche österreichischer Rechtssprache ersetzen;
3. Bestimmungen, die zufolge einer nach § 2 R.-ÜG. in Geltung belassenen Vorschrift anzuwenden sind, dem österreichischen Recht anpassen und in den Text der wiederverlautbarten Rechtsvorschrift einfügen;
4. Bestimmungen, die durch spätere Rechtsvorschriften aufgehoben oder sonst gegenstandslos geworden sind, als nicht mehr geltend feststellen;
5. Bezugnahmen auf andere Rechtsvorschriften, die dem Stande der Gesetzgebung nicht mehr entsprechen, sowie sonstige Unstimmigkeiten richtigstellen;
6. Änderungen oder Ergänzungen, die nicht durch Novellen, sondern durch besondere Gesetze abseits des Stammgesetzes verfügt wurden, in die betreffende Rechtsvorschrift selbst einbauen;
7. die Bezeichnung der Paragraphen, Artikel, Absätze u. dgl. bei Ausfall oder Einbau einzelner Bestimmungen entsprechend ändern und hierbei auch die Bezugnahme auf Paragraphen, Artikel, Absätze u. dgl. innerhalb des Textes der Rechtsvorschrift entsprechend richtigstellen;
8. dem Gesetz einen kürzen Titel geben,

wobei die wiederverlautbarten Rechtsvorschriften vom Bundeskanzleramt nach § 3 WVG unverzüglich dem österreichischen Nationalrat zur Kenntnis zu bringen war.

## Kundmachung
Jede wiederverlautbarte Rechtsvorschrift war nach § 4 WVG gleichzeitig im Bundesgesetzblatt und in einer vom Bundeskanzleramt in zwangsloser Folge herausgegebenen, innerhalb jedes Jahrganges fortlaufend nummerierten Reihe, die unter der Bezeichnung „Amtliche Sammlung wiederverlautbarter österreichischer Rechtsvorschriften“ („ASlg.“) erscheint herauszugeben.

## Verbindlichkeit der Wiederverlautbarung
In der Kundmachung der Wiederverlautbarung hatte die Bundesregierung den Tag der Herausgabe der Wiederverlautbarung festzustellen (§ 5 WVG) und alle Gerichte und Verwaltungsbehörden waren an den wiederverlautbarten Text der Rechtsvorschrift von dem der Herausgabe der Wiederverlautbarung folgenden Tage gebunden (§ 6 WVG).
Sollten sich in der Wiederverlautbarung Druckfehler befinden, so konnten diese mittels Kundmachung des Bundeskanzleramtes im Bundesgesetzblatt berichtigt werden (§ 7 WVG).

## Bundesländer
Die österreichischen Bundesländer waren ermächtigt, im Rahmen des § 2 WVG gleichartige Bestimmungen für den Bereich der Landesgesetzgebung zu erlassen (§ 9 WVG).

## Prüfungskompetenz des Verfassungsgerichtshofes
Der Verfassungsgerichtshof hatte in Bezug auf die Wiederverlautbarung lediglich zu prüfen, ob die Grenzen der Ermächtigung nach § 2 WVG überschritten worden waren (Art 139a B-VG iVm § 10 Abs. 2 WVG). Der Verfassungsgerichtshof konnte in seinem Erkenntnis aussprechen:
- dass diese Grenzen nach § 2 in einer Wiederverlautbarung überschritten worden waren und/oder konnte er[3]
- die wiederverlautbarte Rechtsvorschrift zur Gänze oder hinsichtlich bestimmter Teile als gesetzwidrig aufheben.

Die Aufhebung hatte die Wirkung, dass die vorherige Norm wieder auflebte und anzuwenden war.
Als (einfaches) Bundesverfassungsgesetz war das Wiederverlautbarungsgesetz selbst der Prüfungskompetenz des österreichischen Verfassungsgerichtshofs entzogen.

## Aufbau des Gesetzes
- § 1 (Ermächtigungsklausel)
- § 2 (Befugnis der Bundesregierung)
- § 3 (Information des Nationalrats)
- § 4 (Publikation)
- § 5  und  § 6 (Kundmachung und Inkrafttreten)
- § 7 (Druckfehlerberichtigung)
- § 8 („Amtlichen Sammlung wiederverlautbarter österreichischer Rechtsvorschriften“)
- § 9 (Ermächtigung der Bundesländer)
- § 10 (Prüfung durch den Verfassungsgerichtshof)
- § 11 (Vollziehung)

## Aufhebung
Gemäß BGBl. Nr. 350/1981 wurden die wichtigsten Regelungen des WVG in Art 49a des B-VG übernommen und einige Änderungen vorgenommen sowie das Wiederverlautbarungsgesetz gemäß Art. II Abs. 1 außer Kraft gesetzt. Gemäß Art II BGBl. Nr. 350/1981 (geändert durch BGBl. Nr. 659/1996 und andere) bleiben die bisher aufgrund des Wiederverlautbarungsgesetzes erfolgten Wiederverlautbarungen von der Änderung unberührt.